# 시에라리온 국가 올림픽 위원회
시에라리온 국가 올림픽 위원회(영어: National Olympic Committee of Sierra Leone)는 시에라리온을 대표하는 국가 올림픽 위원회이다. IOC 코드는 SLE이다. 본부는 프리타운에 있으며 아프리카 국가 올림픽 위원회 연합에 소속되어 있다.
1964년에 설립되었으며 같은 해에 국제 올림픽 위원회의 승인을 받았다. 올림픽, 올아프리카 게임, 코먼웰스 게임을 비롯한 국제 스포츠 대회에 참가하는 시에라리온의 선수들을 대표한다.